# Rickenbacker 4001 Bass
Rickenbacker 4001 Bass je bas kitara, nastala leta 1961. Ta model je spremljevalec zasedb šestdesetih let, ki so igrale psihedelični rock, ter skupin sedemdesetih, ki so izvajale hard rock, progresivni rock in punk rock. Na začetku osemdesetih se je umaknil z glasbenega prizorišča, saj ni dosegal novih zvokovnih standardov, ki jih je postavila takratna glasbena industrija. V zadnjem času se spet pojavlja - saj živimo v dobi vsesplošnega revival trenda. Danes je to kultna bas kitara velike vrednosti.
Tako zunanji videz kot zvok (kovinsko srednjetonski) sta izjemno originalna in neprimerljiva z drugimi bas kitarami. Model iz šestdesetih se nekoliko razlikuje od modela iz sedemdesetih : ima daljšo in širšo glavo, tanjši vrat (ki se je povsem ukrivil nazaj, če si odstranil strune - strune so ga dejansko ohranjale v ravnem položaju) in na glavi pritrjeno ploščico iz pleksi stekla, na kateri piše Rickenbacker.

## Glasbeniki, ki so igrali model 4001
- Paul McCartney - The Beatles, Wings
- John Entwistle - The Who
- Roger Waters - Pink Floyd
- Peter Quaife - The Kinks
- Roger Glover - Deep Purple
- Glenn Hughes - Deep Purple
- Fred Turner - Bachman Turner Overdrive
- Phil Lynott - Thin Lizzy
- Terry Uttley - Smokie
- Steve Priest - Sweet
- Geddy Lee - Rush
- Chris Squire - YES
- Lemmy - Motorhead
- Bruce Foxton - The Jam
- Paul Simonon - The Clash
- Cliff Burton - Metallica
- Randy Meisner - Eagles
- John Deacon - Queen
- Robert Trujillo - Metallica, Suicidal Tendencies
- Chris Wolstenholme - Muse

## Slovenija
- Danilo Kocjančič - Prizma
- Inko Brus - Šank rock
- Vili Bertok - Buldožer
- Dominik Trobentar - Hazard
- Žare Pavletič - Zmelkoow